# Begonia stigmosa
Begonia stigmosa là một loài thực vật có hoa trong họ Thu hải đường. Loài này được Lindl. mô tả khoa học đầu tiên năm 1845.